# اسپرانسا
اسپرانسا (به اسپانیایی: Esperanza) شهری در کشور آرژانتین، ایالت سانتا فه است که در سال ۲۰۰۹ میلادی، حدود ۳۳٬۶۷۲ نفر جمعیت داشته است.